# Urtica takasagonis
Urtica takasagonis är en nässelväxtart som beskrevs av Maekawa. Urtica takasagonis ingår i släktet nässlor, och familjen nässelväxter. Inga underarter finns listade i Catalogue of Life.